# Lucius Papirius Cursor II
Lucius Papirius Cursor was een Romeins politicus en militair uit de 3e eeuw v.Chr.
Hij was de gelijknamige zoon van Lucius Papirius Cursus, die vijf keer consul en twee keer dictator was geweest.
Papirius Cursor werd consul in 293 v.Chr., samen met Spurius Carvilius Maximus. Hij vocht dat jaar tegen Samnieten. Hij veroverde de stad Duronia en won vervolgens een slag bij Aquilonia, waarna hij de stad Saepinium in nam. Terug in Rome mocht hij voor zijn overwinning een triomftocht houden en bouwde daarna de eerste Tempel van Quirinus, die nog door zijn vader beloofd was. De tempel werd versierd met de oorlogsbuit van de Samnieten. Voor de tempel liet hij een zonnewijzer plaatsen, de eerste van de stad. Na zijn triomftocht trok hij met zijn leger naar het winterkwartier in Samnium en keerde terug naar Rome om de consulaire verkiezingen voor 292 te leiden. Hij werd in dat jaar zelf tot praetor gekozen.
In 272 werd hij voor de tweede maal tot consul gekozen, wederom met Carvilius Maximus. Samen vochten zij tegen de Samnieten, de Lucanii en de Bruttii. Papirius veroverde de belangrijk stad Tarentum en mocht voor zijn overwinningen zijn tweede triomftocht houden.

## Voetnoot
1. ↑  Livius, Ab urbe condita X 46.9
2. ↑  Plinius maior, Naturalis Historia VII 60.213
3. ↑  Livius, Ab urbe condita X 47.5

## Referentie
- art. Cursor, Lucius Papirius, in Encyclopædia Britannica 7 (1911), p. 650.
- T. Broughton, The magistrates of the Roman Republic Vol. I: 509 BC - 100 BC, Lancaster (Californië) 1951. pp.180,182,197 ISBN 0891307060